# Lile stolifera
La Pelada, Sardina, Sardina Rayada, Sardineta, Sardineta Piquitinga Pelada (Lile stolifera) es una especie de sardina de la familia Clupeidae.

## Descripción
L. stolifera alcanza como máximo 13 cm de longitud, siendo el promedio de 10 cm. Cuenta con 13-21 radios blandos en la aleta dorsal y 12-23 en la anal y un cuerpo moderadamente esbelto. Se le puede distinguir de otros clupeidos del área por una línea plateada brillante a lo largo del cuerpo

## Hábitat y distribución
L. stolifera se puede hallar por todo el Pacífico oriental desde el golfo de California hasta el golfo de Guayaquil, incluyendo las islas Galápagos. Es una especie pelágico-nerítica tropical y se encuentra entre 0-50 m de profundidad.

## Alimentación y uso comercial
Se alimenta de plancton, sobre todo de pequeños crustáceos y larvas de peces. Es materia prima de fabricantes de aceite y harina de pez.